# Elering
Elering AS (anciennement: OÜ Põhivõrk) est un gestionnaire national de réseau de transport d'électricité et de gaz naturel dont le siège est à  Tallinn en Estonie. 